# Eric O’Dell
Eric O’Dell (ur. 20 czerwca 1990 w Ottawie) – kanadyjski hokeista, reprezentant Kanady, dwukrotny olimpijczyk.

## Kariera
- Ottawa Sting Minor Midget AA (2005-2006)
- Ottawa West Golden Knights (2006-2007)
- Ottawa Jr. Senators (2007)
- Cumberland Grads (2007-2008)
- Sudbury Wolves (2008-2011)
  -  Chicago Wolves (2010)
- St. John’s IceCaps (2011-2015)
- Winnipeg Jets (2013-2015)
- Binghamton Senators (2015/2016)
- Rochester Americans (2015/2016)
- HK Soczi (2016-2019)
- Sibir Nowosybirsk (2020-2021)
- Dinamo Moskwa (2021-2022, 2022-)

Naukę hokeja rozpoczynał w zespołach w rodzinnej Ottawie. W drafcie NHL z 2008 został wybrany przez Anaheim Ducks (oddany z Phoenix Coyotes). Od tego roku grał w drużynie Sudbury Wolves w juniorskich rozgrywkach OHL. W międzyczasie w czerwcu 2010 podpisał kontrakt z Atlanta Thrashers, a po przeniesieniu tego klubu do Winnipeg, w czerwcu 2011 jego nadrzędnym klubem został Winnipeg Jets. Po czterech sezonach w OHL, we wrześniu 2011 został przekazany do klubu St. John’s IceCaps w lidze AHL, co potwierdzono we wrześniu 2012. W lipcu 2013 podpisał roczny kontrakt z Winnipeg Jets. Od sierpnia 2016 zawodnik HK Soczi. Od maja 2018 zawodnik Mietałłurga Magnitogorsk. Po sezonie 2019/2020 odszedł z klubu. Od czerwca 2020 był zawodnikiem Sibiru Nowosybirsk, a w połowie 2021 przeszedł do Dinama Moskwa. W trakcie fazy play-off sezonu 2021/2022 w połowie marca 2022 odszedł z klubu. W lipcu 2022 podpisał nowy kontrakt z Dinamem.
Uczestniczył w turniejach zimowych igrzysk olimpijskich 2018, 2022, mistrzostw świata edycji 2022..

## Sukcesy i osiągnięcia
Reprezentacyjne
- Złoty medal mistrzostw świata juniorów do lat 18: 2008
- Brązowy medal zimowych igrzysk olimpijskich: 2018
- Srebrny medal mistrzostw świata: 2022

Klubowe
- Emile Francis Trophy: 2012 z St. John’s IceCaps
- Mistrzostwo konferencji AHL: 2014 z St. John’s IceCaps
- Finał AHL o Puchar Caldera: 2014 z St. John’s IceCaps

Indywidualne
- OHL 2009/2010:
  - Mecz Gwiazd
- AHL 2012/2013:
  - Najlepszy zawodnik tygodnia (17 marca 2013)
- AHL (2013/2014):
  - Pierwsze miejsce w klasyfikacji strzelców w fazie play-off: 9 goli
- Hokej na lodzie na Zimowych Igrzyskach Olimpijskich 2018 – turniej mężczyzn:
  - Pierwsze miejsce w klasyfikacji skuteczności wygrywanych wznowień turnieju: 70,24%[12]
- KHL (2017/2018):
  - Pierwsze miejsce w klasyfikacji średniego czasu gry w meczu wśród napastników w fazie play-off: 22,21 min.